# کشمیر

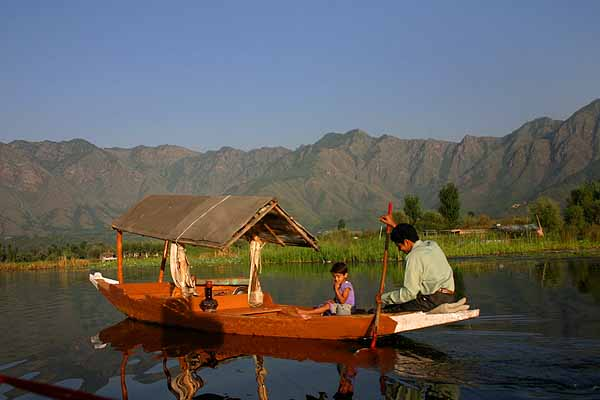
دریاچهٔ دال در کشمیر.

کشمیر منطقه‌ای در شمال غربی شبه‌قاره هند است که از ایالت جامو و کشمیر تحت کنترل هند، ایالت کشمیر آزاد تحت کنترل پاکستان و منطقه اقصی چین تحت کنترل جمهوری خلق چین تشکیل می‌شود. این منطقه عمدتاً کوهستانی است. کشمیر یکی از حوزه‌های اصلی نفوذ زبان هندوآریایی به‌شمار می‌رود.
ایالت هندی جامو و کشمیر حدود ۱۰۱،۴۳۷ کیلومتر مربع وسعت دارد و در سرشماری سال ۲۰۱۱ بیش از ۱۲ میلیون نفر جمعیت داشته‌است. پایتخت تابستانی آن سرینگر مرکز تاریخی منطقه و پایتخت زمستانی آن جامو است. منطقه تحت کنترل پاکستان از کشمیر آزاد به پایتختی مظفرآباد با مساحت ۵٬۶۱۹ کیلومتر مربع و ایالت گلگت بلتستان با مساحت ۷۲٬۴۹۶ کیلومتر مربع تشکیل می‌شود و مساحت مناطق عمدتاً خالی از سکنه تحت کنترل چین هم ۴۲٬۶۸۵ کیلومتر مربع است.
این منطقه تا پیش از استقلال هندوستان در سال ۱۹۴۷ یک دولت سلطنتی تحت‌الحمایه بریتانیا داشت. در جریان جدایی پاکستان از هند هر دو کشور مدعی حکومت بر این منطقه بودند که به وقوع چندین جنگ بین این دو کشور انجامید.
| تحت حاکمیت             | منطقه      | جمعیت           | % مسلمان | % هندو | % بودایی | % سایر |
| ---------------------- | ---------- | --------------- | -------- | ------ | -------- | ------ |
| هند                    | دره کشمیر  | حدود ۴ میلیون   | ۹۵٪      | ۴٪*    | –        | –      |
|                        | جامو       | حدود سه میلیون  | ۳۰٪      | ۶۶٪    | –        | ۴٪     |
|                        | لداخ       | حدود ۲٫۵ میلیون | ۱۰٪      | –      | ۵۰٪      | ۳٪     |
| پاکستان                | کشمیر آزاد | حدود ۲٫۶ میلیون | ۱۰۰٪     | –      | –        | –      |
|                        | چین        | اقصای چین       | –        | –      | –        | –      |
| آمارها از BBC In Depth |            |                 |          |        |          |        |

ناحیه کشمیر مورد ادعای هند و پاکستان است. هر دو کشور به‌طور جداگانه بخش‌هایی از این منطقه را اداره می‌کنند و این مناطق توسط خط کنترل از هم جدا شده‌اند.
این مناطق از زمان استقلال پاکستان، مورد منازعه هند و پاکستان بوده و چند دفعه باعث درگیری بین دو کشور شده‌است
پاکستان این مناطق را جزئی از خود می‌داند در صورتی که این مناطق هندو نشین است و هند خواستار آزادی یا الحاق به خاک خود شده‌است
گاندی رهبر هند نیز در زمان حیاتش خواستار این بود که خود مردم کشمیر تصمیم بگیرند به کدام کشور الحاق می‌شوند اما اکنون دولت های هند و پاکستان برای منافع بسیار زیاد این مناطق از انتخابات سرباز می‌زند
علاوه بر این در این بین بیش از ۱۱ هزار زن هندو مورد تجاوز توسط سربازان ارتش پاکستان قرار گرفته‌اند و در سال ۲۰۱۶ تجاوز مرد هندی به دختر ۸ ساله ای خشم دولت و مردم پاکستان، کشمیر و تمام مردم و کشورهای مسلمان را برانگیخت، احزاب و کشورهای مختلف بارها خواستار رسیدگی نهادهای حقوق بشری به مسئله کشمیر شده‌اند اما تاکنون بی‌نتیجه بوده‌است.

## اقتصاد
اقتصاد کشمیر بر پایه کشاورزی است. به‌طور سنتی محصول اصلی این منطقه برنج بوده که غذای اصلی مردم را تشکیل می‌داده‌است. علاوه بر این گندم، ذرت و جو نیز پرورش می‌دهند. با توجه به آب و هوای مناسب این منطقه، محصولاتی از قبیل چغندر، لوبیا و درختانی از قبیل سیب، هلو و گیلاس کشت می‌شود.
از نظر تاریخی، کشمیر با صادرات پشم کشمیر (پشمینه) مشهور است. اهالی این منطقه به خوبی در بافتن شال، فرش و محصولاتی از جنس پشمینه مهارت دارند. اقتصاد این منطقه در اثر زلزله سال ۲۰۰۵ آسیب جدی دید. این زلزله منجر به فوت ۷۰هزار نفر در بخش تحت کنترل پاکستان و حدود ۱۵۰۰نفر در بخش تحت کنترل هند شد.